# Selenops oculatus
Espèce
Selenops oculatus est une espèce d'araignées aranéomorphes de la famille des Selenopidae.

## Distribution
Cette espèce se rencontre au Proche-Orient.

## Description
La femelle holotype mesure 12 mm.

## Publication originale
- Pocock, 1898 : Descriptions of three new species of spiders of the genus Selenops. Annals and Magazine of Natural History, sér. 7, vol. 2, p. 348-351 (intégral).